# Janna

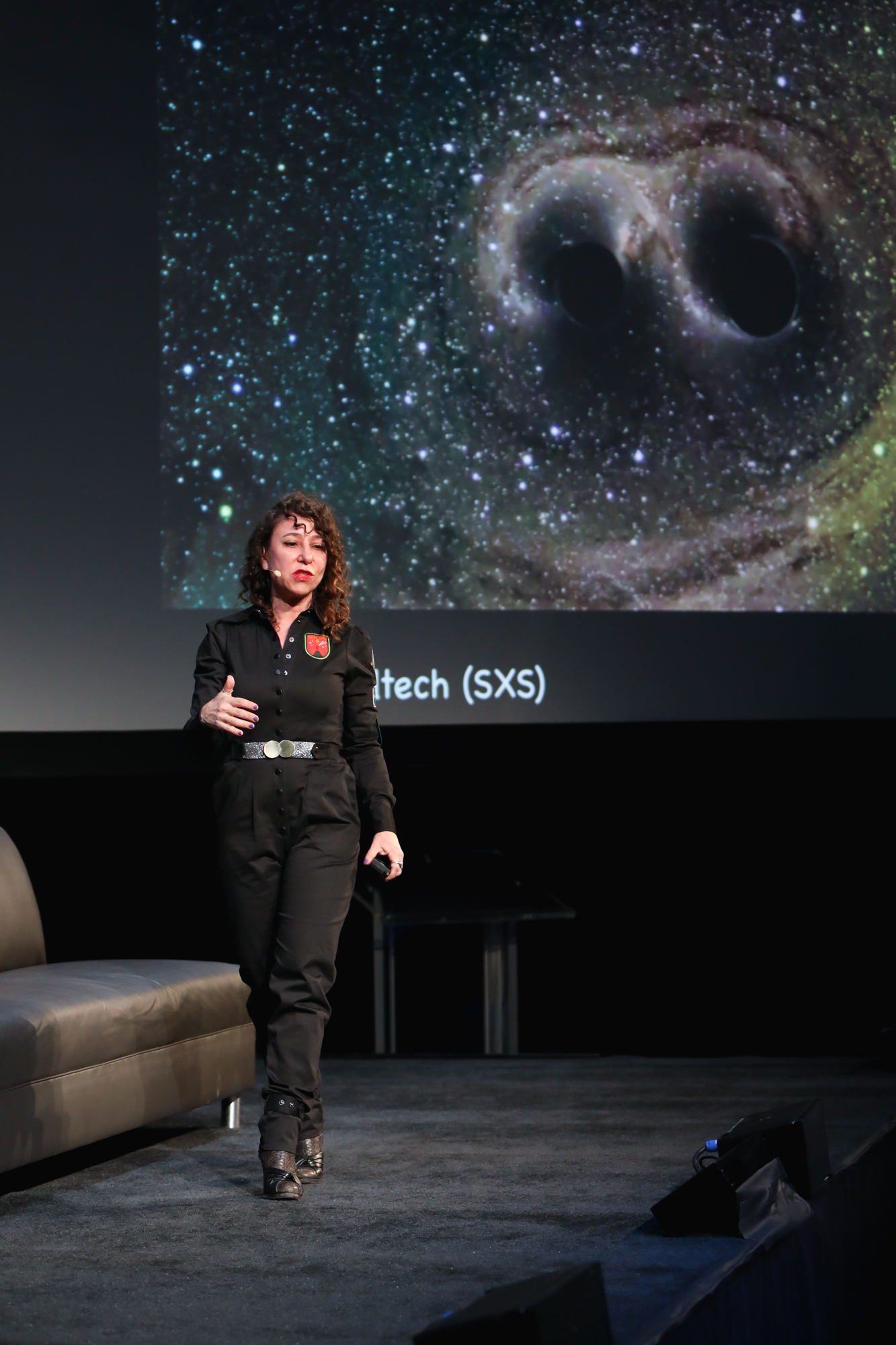
Janna Levin, 2019.

Janna är en feminin form av Jan och ett smeknamn för Johanna eller Joanna. Namnet används i bland annat Sverige, Nederländerna och den engelsktalande delen av världen.

## Personer med namnet Janna
- Janna Levin (född 1967), amerikansk fysiker
- Janna Valik (född 1955), svensk ämbetsman och generaldirektör